# Tycho von Wilamowitz-Moellendorff
Tycho von Wilamowitz-Moellendorff (* 16. November 1885 in Göttingen; † 15. Oktober 1914 bei Dęblin) war ein deutscher Klassischer Philologe.

## Leben
Tycho von Wilamowitz-Moellendorff war der älteste Sohn des Altphilologen Ulrich von Wilamowitz-Moellendorff und dessen Ehefrau Marie geb. Mommsen, der Tochter von Theodor Mommsen. Seinen Vornamen erhielt er nach seinem Großonkel Tycho Mommsen (1819–1900). Tycho studierte Klassische Philologie und Germanistik, zuerst bei seinem Vater in Berlin, dann in Göttingen bei Gustav Roethe und Eduard Schwartz, mit dem er 1909 nach Freiburg wechselte. Dort verteidigte er 1911 seine Dissertation über die Dramentechnik des griechischen Tragödiendichters Sophokles in dessen Stück Antigone. Während der Arbeiten an einer erweiterten Fassung dieser Schrift wurde er 1914 zum Ersten Weltkrieg eingezogen. Er fiel in der Nacht vom 14. zum 15. Oktober 1914 nahe Ivangorod (heute Dęblin), südlich von Warschau. Seine Schrift wurde 1917 unter dem Titel Die dramatische Technik des Sophokles von Ernst Kapp in der Schriftenreihe Philologische Untersuchungen herausgegeben. Der Vater des Verstorbenen, Ulrich von Wilamowitz-Moellendorff, ergänzte das Werk um ein Kapitel zum König Ödipus und ein Geleitwort.
Wilamowitz-Moellendorff war seit seinem Studium Mitglied und später Alter Herr des Philologisch-Historischen Vereins Göttingen im Naumburger Kartellverband.